# І високо на дереві вмостившись
«І високо на дереві вмостившись» (фр. Sur un arbre perché) — французька комедія 1971 року, знята режисером Сержем Корбером за сценарієм П’єра Рустанга з Луї де Фюнесом у головній ролі.
Троє людей опиняються внаслідок автомобільної аварії на верхівці сосни, що росте на крутому березі моря. Вони по-різному намагаються врятуватися, поки водій, пан Руб'є, стикається з наслідками свого минулого. 

## Синопсис
Промисловець Анрі Руб'є, що займається будівництвом доріг, повертається з Італії на авто. На шляху він потрапляє в затор через страйк далекобійників. Поки Руб'є відходить з'ясувати в чому справа, до його авто сідає нахабний автостопник, який також садить молоду жінку з собакою, чиє авто зламалося. Руб'є неохоче везе їх, коли собака натискає педаль газу, через що авто падає у прірву.
Зранку всі троє бачать, що авто впало на сосну, яка росте на схилі скелі біля моря. Руб'є намагається заспокоїти пасажирку, яка збирається вистрибнути з авто. Протягом дня вона заспокоюється, а Руб'є скиглить про свою долю. Вночі Руб'є вмикає свій портативний телевізор і дивиться новини, в яких перебільшено розповідають про його зникнення (його дружина думає, що Анрі Руб'є викрали) та іронічно показують, що він був кар'єристом, який з цинізмом усуває конкурентів. Потім показують попередження про вбивцю, і Руб'є підозрює, що це його попутник. Потім на екрані з'являється фільм про вампіра, який лякає Руб'є. Йому сниться, що попутник задушує жінку, а потім скидає авто у море.
Переживши ще одну ніч, пасажирам вдається привернути увагу човна за допомогою блиску дзеркала. Але сонячний зайчик підриває двигун човна. Спека сильнішає, а сховатися від сонця не можна, бо авто без даху. Руб'є підозрює, що пасажир має якісь харчі та воду в сумці. Відчуваючи голод, він пробує з'їсти соснову шишку й задумується, щоб з'їсти собаку. Потім Руб'є п'є склоомивач.
Жінка вирішує позасмагати, щоб померти гарною, і роздягається. Тоді Руб'є придумує зробити мотузку з одягу та спуститися з дерева. Проте джинси на мотузці починають рватися, тож Руб'є швидко піднімається назад. Мотузка падає в море, і Руб'є ввижаються напої. Повз пролітає літак, але не помічає авто. Двоє інших пасажирів починають відчувати симпатію один до одного.
Ввечері стається гроза, на радість спраглих пасажирів, які не пили два дні. Однак дощ починає затоплювати авто. Наступного ранку Руб'є спадає на думку скинути в море на саморобному парашуті пляшку з проханням про допомогу. Пляшка зрештою потрапляє в кафе в Сен-Тропе, на столик пари, яку змушують за неї заплатити. Обох відвозять у відділок поліції, де з'ясовується, що записку відправив зниклий Руб'є. Поліціянт присвоює знайдення пляшки собі, а телерепортер описує все так, ніби Руб'є розважався в авто з молодою коханкою. Дружина Анрі про всяк випадок викликає священника, щоб він висповідав її чоловік на випадок смерті.
Вночі на місце події прибувають кранівники, щоб зняти авто з пасажирами. Рятувальна операція починається негайно, але швидко йде не так, як планувалося, після того, як ревнивий чоловік жінки підпалює спущену мотузку. В результаті до авто падає ще одна людина і  дерево загрожує обвалитися. Конкуренти Руб'є в той час вирішують, що їм усім буде вигідно якби Руб'є не повертався.
Авто рятує гелікоптер, захопивши рамою з гаками, коли ревнивий чоловік кидає на сосну сигару, яка спричиняє пожежу. Гелікоптер не повертає авто на дорогу, а відправляє на маленький безлюдний острів. Поки пасажири обіймаються, Руб'є намагається кинути ще одне повідомлення в пляшці в океан, яка розбивається об скелі.

## У ролях
| Актор              | Роль                      |
| ------------------ | ------------------------- |
| Луї де Фюнес       | Анрі Руб’є                |
| Джеральдіна Чаплін | Мадам Мюллер попутниця    |
| Олів'є де Фюнес    | попутник                  |
| Аліс Сапріч        | Люсьєн Руб'є дружина Анрі |
| Поль Пребуа        | радіожурналіст            |
| Ганс Маєр          | Міллер полковник          |
| Роланд Армонтель   | отець Жан-Марі            |